# 电邮干扰
电邮干扰（email jamming）在电邮中使用敏感词的行为，其目的是分散电邮监听者的注意力，并对其造成蓄意的困扰。一些民权活动人士使用这种方法试图阻扰政府监听网络（如梯队系统）的工作；他们故意在原本无关痛痒的电邮中添加 “敏感的” 词或短语，以确保这些消息得到监听系统的注意。按照推想，这样的发送者最终会被添加到“无害名单”中，使其发送的消息不再被截获，从而使发送者重新获得部分隐私。另外，一般而言，如果这种做法导致的假阳性结果足够多，那么当局就必须通过显著提高其监听系统的工作负担来更加详细地分析通信内容。
在英国于2000年通过并于2003年增修调查权力规范法后，电邮干扰行为在该国逐渐流行。随着英国政府的社交网路通信内容监听计划的出台，也有人提出针对Twitter和Facebook等网路的类似干扰手段，例如随机地将大量陌生人士标记为好友或加以“关注”等，从而对社会网络分析（Social network analysis）进行阻扰。

## 请参阅
- DDoS
- 政府监听项目列表